# もも (お笑いコンビ)
ももは、吉本興業（大阪本社）所属のお笑いコンビ。2017年1月1日結成。NSC大阪校35期生。M-1グランプリ2021ファイナリスト。

## メンバー
せめる。（1993年7月14日 - ）（32歳）
立ち位置は向かって右。黒髪で前髪が重く、眼鏡をかけている。色素が薄く茶色い目をしている。
- 本名および旧芸名は、秋吉 拓郎（あきよし たくろう）。
- 愛媛県松山市土居田町出身。松山市立勝山中学校、私立新田高等学校工業科卒業。
- 身長168 cm、体重82 kg（M-1グランプリの時期になると体を絞るので75kg）。血液型B型。
- 特技は麻雀、カードマジック、甘いみかんを見分けること。
- 島田紳助・松本竜介やダウンタウンに憧れて芸人を目指した。
- もも結成前は同期のにゃーすにゃーす松井とコンビ「タングステン」として活動していた。
- タングステン解散後からももを結成するまで芸人活動をしておらずフリーターの様な生活をしていた。
- 2019年3月、相方の改名に合わせて芸名を「せめる。」へ改めた。
- 父親が4人いる。
- コンビ名に反して、桃アレルギーである。
- 苦手な食べ物は、魚卵全般。苦手な理由は｢生命の味がするから｣。
- 実家で母親はカラオケ喫茶店を営んでいる。
- 1杯のお酒で顔が赤くなってしまうほどの下戸。YouTubeのもものヤンキー君とメガネ君では、様々なお酒の紹介動画で、お酒1杯で顔が赤くなっており、まもる。に『顔めっちゃ赤い』と言われていたほど。本人も自覚している。しかし、『梅酒のソーダ割は無限に飲める』と自負している。

まもる。（1994年2月27日 - ）（31歳）
立ち位置は向かって左。金髪で、顎髭と無精髭を生やしている。
- 本名は、河原 将士（かわはら まさし）。旧芸名は、乱暴（ランボー）。
- 京都府京都市山科区出身、京都府立洛東高等学校卒業。
- 身長174 cm、体重63 kg。血液型A型。
- 趣味は飲酒、旅行、料理、昔のミニ四駆、細々したものを触ること、物作り。特技はラグビー、タップダンス、3倍高い口笛と料理。
- 高校時代はラグビー部に所属し、ポジションはスクラムハーフ。少人数制ラグビーで京都代表だった。
- もも結成前は「ブラキオザウルス」「白虎くん」などのコンビで活動していた。
- 小道具芸人でもあり、自作の金色の招き猫が実家に置いてある。
- 京都府で接骨院をしている兄がいる。親は下京区で郵便局長をしている。
- おのうえちえ（元ミートばいばい、現ちひろ）と仲が良い。
- コンビ結成に伴って「乱暴（ランボー）」という芸名を変えたいと思っていたところ、親から「本当は『まもる』という名前を付けたかった。画数が悪かったので名付けるのを断念した」という話を聞き、せめて名前だけでも親孝行をしたいという気持ちから「まもる。」へ芸名を改めた。末尾の句点は少しでも画数を良くするために付け足したもの。

## 略歴
NSC大阪校35期出身によるコンビ。NSC在学中は、京都から通っていたまもる。が通学中に読み終わった週刊少年マガジンをせめる。に譲るというのを毎週水曜日に繰り返していた程度の関係だった。前のコンビを解散したせめる。が、M-1グランプリに出場したいと考えていたところ当時ピン芸人として活動していたまもる。を紹介され、月1回のユニット活動を経て正式にコンビを結成した。大阪吉本所属ながらよしもと漫才劇場デビューは2019年11月であり、それまでは、ライヴ喫茶 亀の「ナイトオブコメディー」をはじめとした大阪のインディーズライブを主戦場にしていた。
現在のコンビ名は、せめる。と親交のある芸人・辻本（セインツ）の発案によるもの。アクセントは果物の「桃」と同じ。結成当初のコンビ名は『琴線』だったが、先輩から「読みにくいから変えた方がいい」というアドバイスを受けいくつかの候補を挙げ話し合った末、現在のものを採用した。他の候補として辻本が挙げた『パイナップル』、まもる。が提案した『類は友を呼ぶ（類友）』などがあった。
M-1グランプリでは、2021年大会で初めて決勝に進出し5位となった。なお、「エントリーNo.が1桁の組」が決勝に進出したのは、現時点では彼らが唯一である。

## 芸風
主に漫才。金髪に髭という風貌のまもる。と、黒髪に眼鏡という風貌のせめる。が、互いに「○○顔やろ」と言い合い相手の顔や風貌について偏見にまみれた「大喜利」を繰り広げる。まもる。はヤンチャ系の見た目に反して趣味や行動が硬派で真面目、逆にせめる。はオタク系の見た目に反して趣味や行動が体育会系という、お互いに意外性を感じるセリフを発しては相方がツッコむというスタイルである。交互に言い合うスタイルのため、ボケとツッコミはネタの中で何度も入れ替わる。
ネタは2人で作成している。このスタイルの原型が出来たのは2018年頃。当初はただ逆のことを言って「なんでやねん」を繰り返すネタで、「○○顔」はその中の一部だけだったが構成作家の里村仁志のアドバイスにより、「○○顔」だけで絞るようにした。
「○○顔」ネタ以外の漫才（主にしゃべくり漫才）も披露する。

## 賞レース成績・受賞歴

### Mｰ1グランプリ
| 年度（回）       | 結果         | エントリー No. | 会場                       | 日程     | 備考                                                       |
| ---------------- | ------------ | -------------- | -------------------------- | -------- | ---------------------------------------------------------- |
| 2016年（第12回） | 2回戦進出    | 2528           | 【大阪】大丸心斎橋劇場     | 10月6日  | コンビ「琴線」として                                       |
| 2017年（第13回） | 1回戦敗退    | 2270           | 【大阪】大丸心斎橋劇場     | 9月26日  |                                                            |
| 2018年（第14回） | 準々決勝進出 | 1105           | 【大阪】なんばグランド花月 | 11月5日  |                                                            |
| 2019年（第15回） | 準々決勝進出 | 955            | 【大阪】なんばグランド花月 | 11月18日 |                                                            |
| 2020年（第16回） | 準々決勝進出 | 90             | 【大阪】なんばグランド花月 | 11月16日 |                                                            |
| 2021年（第17回） | 決勝5位      | 6              | 【東京】テレビ朝日         | 12月19日 | 決勝キャッチフレーズ「なにわNEWフェイス」                  |
| 2022年（第18回） | 3回戦進出    | 777            | 【京都】よしもと祇園花月   | 10月26日 | 前年のファイナリストが3回戦で敗退したのは復活後のM-1では初 |
| 2023年（第19回） | 3回戦進出    | 1              | 【大阪】よしもと漫才劇場   | 10月31日 |                                                            |
| 2024年（第20回） | 3回戦進出    | 8              | 【京都】よしもと祇園花月   | 10月27日 |                                                            |

### ytv漫才新人賞
| 回（年）              | 結果       | 備考                        |
| --------------------- | ---------- | --------------------------- |
| 第9回（2019-2020年）  | 選考会敗退 | ROUND3 6位                  |
| 第10回（2020-2021年） | 選考会敗退 | ROUND1 7位                  |
| 第11回（2021-2022年） | 選考会敗退 | ROUND2 5位、ROUND3 4位タイ  |
| 第12回（2022-2023年） | 選考会敗退 | ROUND1 6位タイ、ROUND3 10位 |

### その他
- 2020年 第41回ABCお笑いグランプリ - 最終予選進出
- 2021年 第六回上方漫才協会大賞 - 文芸部門賞[18]
- 2021年 第42回ABCお笑いグランプリ - 最終予選進出
- 2022年 マラソンあるある-1グランプリ - 優勝
- 2022年 第52回NHK上方漫才コンテスト - 本選進出
- 2022年 第43回ABCお笑いグランプリ - 最終予選進出
- 2022年 笑ラウドネスGP - 決勝11位
- 2022年 スーパーお笑い大賞～おもろいやつが得をする～ - 第3位
- 2022年 即席最強カルテット決定戦UNC～ユニットネタチャンピオンシップ～ - 優勝(まもる。のみ)
- 2024年 笑いをゴッソリとれ！GOSSOライブ - 優勝

## 出演

### テレビ
- ytv漫才新人賞選考会（読売テレビ）
  - ROUND3（2020年1月25日）[19]
  - ROUND1（2020年10月31日）[20]
  - ROUND2（2021年10月30日）[21]
  - ROUND3（2022年2月5日）[22]
- ミルクボーイの実録!東西芸人（毎日放送、2021年2月25日）[23]
- せやねん!（毎日放送、2021年5月1日）[24]
- 2時45分からはスローでイージーなルーティーンで（関西テレビ、2021年6月18日）[25]
- ネタパレ（フジテレビ、2021年7月9日[26]、16日[27]、8月27日[28]、10月29日[29]、12月10日[30]）
- 今田耕司のネタバレMTG（読売テレビ、2021年12月18日[31]、25日[32]、2022年1月22日[33]）
- ザ・ベストワン（TBSテレビ、2021年12月24日[34]、2022年2月11日[35]）
- 八方・今田のよしもと楽屋ニュース2021（ABCテレビ、2021年12月28日）[36]
- オールザッツ漫才2021（毎日放送、2021年12月29日）[37]
- 上方漫才トラディショナル2021（毎日放送、2021年12月31日）[38]
- お笑いワイドショー マルコポロリ!（関西テレビ、2022年1月9日）[39]
- 千原ジュニアの座王（関西テレビ、2022年1月14日）[40]
- 有吉ゼミ（日本テレビ、2022年1月24日）[41]
- さんまのお笑い向上委員会（フジテレビ、2022年1月29日[42]、2月5日、12日[43]）
- 相席食堂（ABCテレビ、2022年2月8日）[44]
- 突然ですが占ってもいいですか？（2022年3月30日、フジテレビ）[45]
- ラヴィット！（TBSテレビ、2022年5月13日）
- カラシコンボ（熊本朝日放送、2022年10月18日・11月1日）[46]

### ラジオ
- ももの週末は踊る（Artistspoken、2022年4月1日 - ）- 冠番組[47]
- ももの桃源郷（KBS京都、2022年10月1日 - ） - 冠番組[48]

### 映画
- DEATH DAYS（2021年）- 相田 役（まもる。）、鴫沢 役（せめる。）[49]

### ドラマ
- ながたんと青と-いちかの料理帖-（2023年3月24日 - 5月26日、WOWOW） - 辻村慎太郎 役（まもる。）[50]